# Xã Shirley, Quận Ripley, Missouri
Xã Shirley (tiếng Anh: Shirley Township) là một xã thuộc quận Ripley, tiểu bang Missouri, Hoa Kỳ. Năm 2010, dân số của xã này là 721 người.